# Eccellenza Umbria
Il campionato di Eccellenza Umbria è il quinto livello in ordine di graduatoria all'interno del campionato italiano di calcio. È il secondo campionato dilettantistico per importanza, il maggiore a livello regionale, ed è organizzato dal Comitato Umbro tramite delega della Lega Nazionale Dilettanti. Con la riforma della Lega Pro, che nella stagione 2014-2015 ha unificato la Lega Pro Prima Divisione e la Lega Pro Seconda Divisione, ripristinando così la vecchia Serie C, il campionato è salito dal sesto al quinto livello nazionale, rimanendo tuttavia la massima competizione regionale.
Vi hanno sempre partecipato 16 squadre (fatta eccezione per gli allargamenti a 18 squadre nelle stagioni dal 2007 al 2010 e nel 2021-22 e a 17 squadre nel 2022-23) raggruppate in un unico girone, delle quali una o tre vengono promosse in Serie D (in base ai risultati ottenuti dai club umbri nei play-off nazionali ed in Coppa Italia Dilettanti), mentre da un minimo di tre ad un massimo di cinque (numero variabile in base alle retrocessioni di società umbre dalla Serie D) vengono retrocesse in Promozione.
Il campionato venne istituito nel 1991, a seguito della riforma nazionale dei campionati dilettantistici, andando così a sostituire come importanza quello di Promozione, che venne declassato.
A causa dell'emergenza sanitaria provocata dalla pandemia di COVID-19, il campionato 2019-20 è stato dichiarato concluso alla 23ª giornata, mentre quello successivo, allargato a 18 squadre, è stato annullato dopo la 1ª giornata.
Contemporaneamente viene disputata la fase regionale della Coppa Italia Dilettanti, alla quale prendono parte tutte le squadre partecipanti al campionato. La vincente, insieme alle altre 18 campioni regionali, ha accesso alla fase nazionale, che mette in palio un ulteriore posto per la categoria superiore.
A partire dal 2024 viene assegnato il Trofeo Umbria di Eccellenza, fra le vincitrici del campionato di Eccellenza Umbria e della Coppa Italia Dilettanti Umbria.

## Regolamento

### Promozioni
La vincitrice viene promossa direttamente in Serie D. Le squadre che si piazzano dalla seconda alla quinta posizione si affrontano, invece, nei play-off, la cui vincitrice si aggiudica il passaggio alla fase nazionale, che prevede degli spareggi interregionali con altre 28 squadre per un totale di ulteriori 7 posti nella Serie D dell'anno successivo. Se alla fine del campionato, la 2ª classificata ha 10 o più punti di distacco sulla 3ª, accederà direttamente alla fase nazionale degli spareggi, senza passare per i play off regionali.
- Play-off: la squadra classificata al 2º posto si scontrerà con la squadra classificata al 5º posto (in caso di distacco in classifica di 10 o più punti, la 2ª sarebbe qualificata direttamente in finale); quella arrivata al 3º contro la squadra classificata al 4º posto (allo stesso modo, in caso di distacco in classifica di 10 o più punti, anche la 3ª verrebbe ammessa direttamente in finale). Nell'ipotesi che una delle suddette società abbia già acquisito il diritto di partecipare alla Serie D (tramite la Coppa Italia Dilettanti), disputerà i play-off, al posto di quest'ultima, la 6ª classifica. Si gioca in gara unica, in casa della miglior classificata in campionato. In caso di parità di punteggio al termine dei 90', si effettueranno i tempi supplementari, e se sussiste la parità avanza la miglior classificata nella stagione regolare. Le vincenti delle due sfide si incontreranno in una finale che mette in palio un posto per gli spareggi nazionali. Anche in questa circostanza valgono i criteri già esposti (si gioca in gara unica, in casa della miglior classificata in campionato, in caso di parità di punteggio al termine dei 90', si effettueranno i tempi supplementari, e se sussiste la parità avanza la miglior classificata nella stagione regolare).

### Retrocessioni
L'ultima classificata viene retrocessa direttamente in Promozione. Mentre le squadre che si piazzano dalla 12ª alla 15ª posizione si affrontano nei play-out, che assegnano gli altri posti per la retrocessione. Se la 12ª classificata durante il campionato ha 10 o più punti di distacco dalla 15ª classificata, i play-out non vengono disputati e quest'ultima retrocede direttamente. Analogamente, se anche la 13ª classificata dovesse precedere in classifica di 10 o più punti la 14ª classificata, costringerebbe quest'ultima a retrocedere direttamente. 
- Play-out: la squadra classificata al 12º posto si scontrerà con la squadra classificata al 15º posto; quella arrivata al 13º contro la squadra classificata al 14º posto. Si gioca in gara unica, in casa della miglior classificata in campionato. In caso di parità di punteggio al termine dei 90 minuti, si effettueranno i tempi supplementari e se sussiste la parità, a salvarsi sarà la miglior classificata al termine della stagione regolare. Qualora retrocedano dal campionato di Serie D due o tre società umbre, le vincenti delle due sfide (oppure 12ª contro 13ª se i play-out non si effettuano od anche 12ª contro la vincente del play-out fra 13ª e 14ª, se la 15ª accusa oltre nove punti di distacco dalla 12ª) si incontreranno in una finale con i criteri già esposti. Nel caso le retrocesse dalla Serie D siano quattro o più società umbre, anche la vincente della finale scende in Promozione.

| MECCANISMO PROMOZIONI-RETROCESSIONI ECCELLENZA UMBRIA |                                                                                       |                                                                                      |                                                                                      |                                                               |                                                   |
| Società umbre retrocesse dalla Serie D:               | Nessuna                                                                               | Una                                                                                  | Due                                                                                  | Tre                                                           | Quattro                                           |
| Promosse in Serie D                                   | La 1ª classificata                                                                    | La 1ª classificata                                                                   | La 1ª classificata                                                                   | La 1ª classificata                                            | La 1ª classificata                                |
| Retrocesse dall'Eccellenza                            | L’ultima classificata Altre due squadre a seguito di Play Out                         | L’ultima classificata Altre due squadre a seguito di Play Out                        | L’ultima classificata Altre tre squadre a seguito di Play Out                        | L’ultima classificata Altre tre squadre a seguito di Play Out | L’ultima classificata Le partecipanti ai Play Out |
| Retrocesse dall'Eccellenza                            | 3 retrocessioni                                                                       | 3 retrocessioni                                                                      | 4 retrocessioni                                                                      | 4 retrocessioni                                               | 5 retrocessioni                                   |
| Promosse dalla Promozione                             | La 1ª classificata in ciascuno dei due gironi Altre due squadre a seguito di Play Off | La 1ª classificata in ciascuno dei due gironi Un’altra squadra a seguito di Play Off | La 1ª classificata in ciascuno dei due gironi Un’altra squadra a seguito di Play Off | La 1ª classificata in ciascuno dei due gironi                 | La 1ª classificata in ciascuno dei due gironi     |
| Promosse dalla Promozione                             | 4 promozioni                                                                          | 3 promozioni                                                                         | 3 promozioni                                                                         | 2 promozioni                                                  | 2 promozioni                                      |

## Albo d'oro
| Stagione | Vincitore campionato                                  | Promossa ai play-off nazionali                        | Altre promozioni                                      | Ammessa ai play-off nazionali                         | Vincitore Coppa Italia Dilettanti Umbria              |
| -------- | ----------------------------------------------------- | ----------------------------------------------------- | ----------------------------------------------------- | ----------------------------------------------------- | ----------------------------------------------------- |
| 1991-92  | Pontevecchio                                          | -                                                     | -                                                     | -                                                     | Stroncone                                             |
| 1992-93  | Città di Castello                                     | -                                                     | Narnese                                               | -                                                     | Tiberis                                               |
| 1993-94  | Sansepolcro                                           | -                                                     | Orvietana                                             | Orvietana                                             | Tiberis                                               |
| 1994-95  | Nestor                                                | -                                                     | -                                                     | Torgiano                                              | Torgiano                                              |
| 1995-96  | Ellera                                                | -                                                     | Foligno                                               | Foligno                                               | San Sisto                                             |
| 1996-97  | Gubbio                                                | -                                                     | -                                                     | San Sisto                                             | Gubbio                                                |
| 1997-98  | Orvietana                                             | -                                                     | -                                                     | Bastia                                                | Tiberis                                               |
| 1998-99  | Umbertide Tiberis                                     | -                                                     | -                                                     | Cesi                                                  | Todi                                                  |
| 1999-00  | Todi                                                  | Cesi                                                  | -                                                     | Cesi                                                  | Cesi                                                  |
| 2000-01  | Orvietana                                             | -                                                     | -                                                     | Narnese                                               | Nestor                                                |
| 2001-02  | Angelana                                              | -                                                     | -                                                     | Deruta (5º)                                           | Deruta                                                |
| 2002-03  | Foligno                                               | -                                                     | -                                                     | Fortis Terni (2º)                                     | Foligno                                               |
| 2003-04  | Fortis Spoleto                                        | -                                                     | -                                                     | Bastia (5º)                                           | Cannara                                               |
| 2004-05  | Narnese                                               | -                                                     | -                                                     | Pontevecchio (2º)                                     | Narnese                                               |
| 2005-06  | Arrone                                                | -                                                     | -                                                     | Deruta (3º)                                           | Pontevecchio                                          |
| 2006-07  | Pontevecchio                                          | Torgiano                                              | -                                                     | Torgiano (3º)                                         | Pontevecchio                                          |
| 2007-08  | Deruta                                                | -                                                     | -                                                     | Group Città di Castello (2º)                          | Todi                                                  |
| 2008-09  | Group Città di Castello                               | -                                                     | Castel Rigone                                         | Bastia (4º)                                           | Castel Rigone                                         |
| 2009-10  | Todi                                                  | -                                                     | Voluntas Spoleto                                      | Voluntas Spoleto (3º)                                 | Voluntas Spoleto                                      |
| 2010-11  | Pierantonio                                           | Trestina                                              | -                                                     | Trestina (2º)                                         | Grifoponte Torgiano                                   |
| 2011-12  | Bastia                                                | Casacastalda                                          | -                                                     | Casacastalda (2º)                                     | San Sisto                                             |
| 2012-13  | Narnese                                               | -                                                     |                                                       | Subasio (2º)                                          | Vis Torgiano                                          |
| 2013-14  | Villabiagio                                           | -                                                     | -                                                     | Vis Torgiano (2º)                                     | Group Città di Castello                               |
| 2014-15  | Città di Castello                                     | -                                                     | -                                                     | Todi (2º)                                             | Città di Castello                                     |
| 2015-16  | Trestina                                              | -                                                     | -                                                     | Subasio (2º)                                          | Ventinella                                            |
| 2016-17  | Villabiagio                                           | -                                                     | -                                                     | Angelana (2º)                                         | Villabiagio                                           |
| 2017-18  | Bastia                                                | -                                                     | Cannara                                               | Cannara (2º)                                          | Massa Martana                                         |
| 2018-19  | Foligno                                               | -                                                     | -                                                     | Lama (2º)                                             | Foligno                                               |
| 2019-20  | Tiferno Lerchi                                        | -                                                     | -                                                     | -                                                     | Tiferno Lerchi                                        |
| 2020-21  | Stagione annullata a causa della pandemia di COVID-19 | Stagione annullata a causa della pandemia di COVID-19 | Stagione annullata a causa della pandemia di COVID-19 | Stagione annullata a causa della pandemia di COVID-19 | Stagione annullata a causa della pandemia di COVID-19 |
| 2021-22  | Orvietana                                             | -                                                     | -                                                     | Ellera (4º)                                           | Angelana                                              |
| 2022-23  | Sansepolcro                                           | -                                                     | -                                                     | Ellera (2º)                                           | Branca                                                |
| 2023-24  | Fulgens Foligno                                       | -                                                     | -                                                     | Terni F.C. (2º)                                       | Atletico B.M.G.                                       |
| 2024-25  | Sansepolcro                                           | Cannara                                               |                                                       | Cannara (2º)                                          | Sansepolcro                                           |

### Titoli per squadra
| Squadra                 | Titoli | Edizioni                        |
| ----------------------- | ------ | ------------------------------- |
| Orvietana               | 3      | 1997-1998, 2000-2001, 2021-2022 |
| Sansepolcro             | 3      | 1993-1994, 2022-2023, 2024-2025 |
| Bastia                  | 2      | 2011-2012, 2017-2018            |
| Città di Castello       | 2      | 1992-1993, 2014-2015            |
| Foligno                 | 2      | 2002-2003, 2018-2019            |
| Narnese                 | 2      | 2004-2005, 2012-2013            |
| Pontevecchio            | 2      | 1991-1992, 2006-2007            |
| Todi                    | 2      | 1999-2000, 2009-2010            |
| Villabiagio             | 2      | 2013-2014, 2016-2017            |
| Angelana                | 1      | 2001-2002                       |
| Arrone                  | 1      | 2005-2006                       |
| Deruta                  | 1      | 2007-2008                       |
| Ellera                  | 1      | 1995-1996                       |
| Fulgens Foligno         | 1      | 2023-2024                       |
| Group Città di Castello | 1      | 2008-2009                       |
| Gubbio                  | 1      | 1996-1997                       |
| Nestor                  | 1      | 1994-1995                       |
| Pierantonio             | 1      | 2010-2011                       |
| Spoleto                 | 1      | 2003-2004                       |
| Tiferno Lerchi          | 1      | 2019-2020                       |
| Tiberis                 | 1      | 1998-1999                       |
| Trestina                | 1      | 2015-2016                       |

## Statistiche e record

### Partecipazioni
In 34 stagioni hanno militato nel torneo le seguenti 85 squadre. In grassetto quelle partecipanti al campionato 2025-26.
- 24 volte:  San Sisto
- 23 volte:  Bastia,  Narnese,  Nestor
- 22 volte:  Cannara
- 21 volte:  Torgiano[13][14]
- 19 volte:  Angelana[15],  Spoleto[16]
- 18 volte:  Deruta
- 16 volte:  Città di Castello,  Tiberis[17]
- 15 volte:  Pontevecchio
- 14 volte:  Ellera
- 13 volte:  Campitello
- 12 volte:  Massa Martana
- 11 volte:  Orvietana
- 9 volte:  Castel del Piano,  Gualdo Casacastalda[18],  Ortana,  Todi
- 8 volte:  Lama,  Nocera Umbra,  Pontevalleceppi,  Trestina,  Valfabbrica
- 7 volte:  Castel Rigone[19],  Castiglione del Lago[20],  Sansepolcro,  Subasio,  Virtus La Castellana[21]
- 6 volte:  Arrone,  Cesi[22],  Foligno,  Pierantonio[23],  San Secondo
- 5 volte:  Branca[24],  Grifo Sant'Angelo,  Olympia Thyrus San Valentino,  Pievese,  Ripa,  Ventinella
- 4 volte:  Atletico B.M.G.,  Group Città di Castello,  Pozzo,  San Marco Juventina,  San Venanzo,  Villabiagio,  Vis Pretola[25]
- 3 volte:  Amerina,  Clitunno,  Dinamo Terni[26],  Ducato Spoleto[27],  Fortitudo Assisi Subasio[28],  Gabelletta,  Petrignano,  Semonte,  Tavernelle,  Terni
- 2 volte:  A.M. 98,  Collepepe,  Ficullese,  Fulgens Foligno[29],  Grifo Sant'Angelo Pontenuovo,  Magione,  Pianello,  Pietralunghese,  Stroncone,  Virgilio Maroso,  Vis Casa del Diavolo
- 1 volta:  Alba,  Atletico Montecchio,  Atletico Orte,  Bastardo,  Casacastalda,  G.M. 10,  Gubbio,  Julia Spello,  Pantalla,  Ponte Pattoli,  Real Virtus,  San Gemini,  Santa Sabina,  Tiferno Lerchi,  Umbertide Agape

### Piazzamenti sul podio
| Squadra                 | 1° | 2° | 3° | Tot. | Part. |
| ----------------------- | -- | -- | -- | ---- | ----- |
| Orvietana               | 3  | 1  | /  | 4    | 11    |
| Sansepolcro             | 3  | /  | 1  | 4    | 7     |
| Narnese                 | 2  | 2  | 5  | 9    | 22    |
| Pontevecchio            | 2  | 2  | 1  | 5    | 14    |
| Todi                    | 2  | 2  | 1  | 5    | 9     |
| Bastia                  | 2  | 1  | 1  | 4    | 22    |
| Città di Castello       | 2  | 1  | 1  | 4    | 16    |
| Foligno                 | 2  | 1  | /  | 3    | 6     |
| Villabiagio             | 2  | 1  | /  | 3    | 4     |
| Trestina                | 1  | 2  | 1  | 4    | 8     |
| Ellera                  | 1  | 1  | 2  | 4    | 13    |
| Angelana                | 1  | 1  | 1  | 3    | 18    |
| Nestor                  | 1  | /  | 3  | 4    | 23    |
| Deruta                  | 1  | /  | 2  | 3    | 18    |
| Spoleto                 | 1  | 1  | 1  | 3    | 18    |
| Group Città di Castello | 1  | 1  | /  | 2    | 4     |
| Tiberis                 | 1  | 1  | /  | 2    | 16    |
| Arrone                  | 1  | /  | /  | 1    | 6     |
| Fulgens Foligno         | 1  | /  | /  | 1    | 2     |
| Gubbio                  | 1  | /  | /  | 1    | 1     |
| Pierantonio             | 1  | /  | /  | 1    | 5     |
| Tiferno Lerchi          | 1  | /  | /  | 1    | 1     |
| Cesi                    | /  | 3  | /  | 3    | 6     |
| Torgiano                | /  | 2  | 3  | 5    | 21    |
| Cannara                 | /  | 2  | /  | 2    | 22    |
| Lama                    | /  | 2  | /  | 2    | 8     |
| Subasio                 | /  | 2  | /  | 2    | 7     |
| San Sisto               | /  | 1  | 4  | 5    | 24    |
| Castel Rigone           | /  | 1  | 1  | 2    | 7     |
| Dinamo Terni            | /  | 1  | 1  | 2    | 3     |
| Casacastalda            | /  | 1  | /  | 1    | 1     |
| Terni Football Club     | /  | 1  | /  | 1    | 2     |
| Castel del Piano        | /  | /  | 1  | 1    | 9     |
| Pozzo                   | /  | /  | 1  | 1    | 4     |
| Ventinella              | /  | /  | 1  | 1    | 5     |

### Primati
Maggior numero di successi
- 3  Orvietana,  Sansepolcro

Maggior numero di promozioni
- 3  Orvietana,  Sansepolcro

Società provenienti dalla Promozione Umbria vincitrici dell'Eccellenza Umbria
- 1  Pontevecchio (1991-1992),  Todi (1999-2000),  Angelana (2001-2002),  Pierantonio (2010-2011),  Foligno (2018-2019),  Tiferno Lerchi (2019-2020)

Società provenienti dalla Promozione Umbria promosse nella categoria superiore
- 2  Cannara (2017-2018[31], 2024-2025)
- 1  Pontevecchio[32] (1991-1992),  Orvietana[33] (1993-1994),  Todi (1999-2000),  Angelana (2001-2002),  Torgiano[34] (2006-2007),  Pierantonio (2010-2011),  Casacastalda[34] (2011-2012),  Foligno (2018-2019),  Tiferno Lerchi (2019-2020)

Società promosse dopo vittoria nei play-off nazionali
- 1  Cesi (1999-2000),  Torgiano (2006-2007),  Trestina (2010-2011),  Casacastalda (2011-2012),  Cannara (2024-2025)

Società promossa attraverso la Coppa Italia Dilettanti
- Castel Rigone[4] (2008-2009)

Maggior numero di partecipazioni
- 24:  San Sisto

Maggior numero di partecipazioni consecutive
- 17:  Bastia,  Deruta

Maggior numero di vittorie nei play-off
- 2:  Bastia,  Cannara,  Deruta,  Torgiano

Maggior numero di partecipazioni ai play-off
- 6:  Narnese

Maggior numero di retrocessioni
- 5:  Campitello, Cannara

Maggior numero di partecipazioni ai play-out
- 6:  Cannara (4 salvezze + 2 retrocessioni)

### Massimi e minimi

#### Positivi
Maggior numero di punti
- campionati a 16 squadre: 69 punti su 90  -  Foligno (2002-2003);  Pierantonio (2010-2011);  Fulgens Foligno (2023-24).
- campionati a 18 squadre: 78 punti su 102 -  Orvietana (2021-2022);  Todi (2009-2010).

Maggior numero di vittorie
- campionati a 16 squadre: 21 su 30 -  Foligno (2002-2003);  Fulgens Foligno (2023-24).
- campionati a 18 squadre: 24 su 34 -  Orvietana (2021-2022).

Minor numero di sconfitte
- campionati a 16 squadre: 0 su 30 -  Nestor (1994-1995).
- campionati a 18 squadre: 2 su 34 -  Todi (2009-2010);  Trestina (2007-2008).

Maggior numero di gol segnati
- campionati a 16 squadre: 71 gol segnati  -  Città di Castello (2014-2015).
- campionati a 18 squadre: 70 gol segnati -   Pontevecchio (2006-2007).

Minor numero di gol subiti
- campionati a 16 squadre: 10 gol subiti  -  Nestor (1994-1995).
- campionati a 18 squadre: 17 gol subiti -   Ellera (2021-2022).

#### Negativi
Minor numero di punti
- campionati a 16 squadre: 3 punti su 90  -  Città di Castello[35] (2024-2025).
- campionati a 18 squadre: 9 punti su 102 -  Vis Pretola[36] (2009-2010).

Minor numero di vittorie
- campionati a 16 squadre: 0 su 30 -  Juventina San Marco Pierantonio (1998-1999).
- campionati a 18 squadre: 1 su 34 -  Vis Pretola (2009-2010).

Maggior numero di sconfitte
- campionati a 16 squadre: 26 su 30 -  Città di Castello (2024-2025).
- campionati a 18 squadre: 28 su 34 -  Nocera Umbra (2007-2008).

Minor numero di gol segnati
- campionati a 16 squadre: 11 gol segnati  -  Ortana (2005-2006),  Città di Castello (2024-2025).
- campionati a 18 squadre: 13 gol segnati -  Gualdo Casacastalda (2021-2022);  Vis Pretola (2009-2010).

Maggior numero di gol subiti
- campionati a 16 squadre: 111 gol subiti  -  Città di Castello (2024-2025).
- campionati a 18 squadre: 79 gol subiti -  Fortitudo Assisi Subasio (2021-2022).

#### Distacco sulle seconde classificate
Massimo
- campionati a 16 squadre: 18 punti -  Fortis Spoleto nel 2003-2004 su  Umbertide Tiberis
- campionati a 18 squadre: 9 punti -  Pontevecchio nel 2006-2007 su  Todi,  Orvietana nel 2021-2022 su  Lama

Minimo
- campionati a 16 squadre: 1 punto -  Città di Castello nel 1992-1993 su  Narnese,  Angelana nel 2001-2002 su  Città di Castello,  Bastia nel 2017-2018 su  Cannara
- campionati a 17 squadre: 1 punto -  Sansepolcro nel 2022-2023 su  Ellera
- campionati a 18 squadre: 0 punti -  Group Città di Castello nel 2008-2009 su  Castel Rigone

## Confronti extra-regionali
Dalla stagione 1993-94 sono stati introdotti gli spareggi (o play off nazionali) fra le seconde dei 28 gironi di Eccellenza, che assegnano ulteriori 7 posti per la Serie D. Fino al 2000-01 era ammessa la 2ª classificata, dalla stagione successiva vi partecipa la vincitrice dei play off regionali (o la 2º classificata se distanzia di oltre 9 punti la 3º), a cui hanno accesso le squadre classificate dal 2º al 5º posto. Nel 2019-20 non sono stati disputati a causa della pandemia di COVID-19.

### Precedenti play off nazionali
| Stagione | Qualificata             | Semifinali                                       | Finale                                           | Esito                                            |
| -------- | ----------------------- | ------------------------------------------------ | ------------------------------------------------ | ------------------------------------------------ |
| 1993-94  | Orvietana               | Osimana 2-3 e 0-2                                | -                                                | Ripescata                                        |
| 1994-95  | Torgiano                | Vis Stella 0-1 e 2-2                             | -                                                | -                                                |
| 1995-96  | Foligno                 | Iglesias 4-1 e 0-1                               | Aglianese 0-1 e 3-2                              | Ripescato                                        |
| 1996-97  | San Sisto               | Carloforte 0-1 e 3-0 (dts)                       | Grassina 0-0 e 0-0 (4-5 dtr)                     | -                                                |
| 1997-98  | Bastia                  | Renato Curi 0-0 e 1-2                            | -                                                | -                                                |
| 1998-99  | Cesi                    | Celano Olimpia 1-1 e 0-0                         | Castrense 4-1 e 0-2                              | -                                                |
| 1999-00  | Cesi                    | Celano Olimpia 1-0 e 2-0                         | Ostia Mare 1-2 e 2-0                             | Promosso                                         |
| 2000-01  | Narnese                 | Val di Sangro 3-2 e 0-3                          | -                                                | -                                                |
| 2001-02  | Deruta                  | Notaresco 1-2 e 1-0                              | Guidonia Villanova 1-4 e 1-3                     | -                                                |
| 2002-03  | Fortis Terni            | Grottammare 3-3 e 2-2                            | -                                                | -                                                |
| 2003-04  | Bastia                  | Tavolara 1-0 e 1-3                               | -                                                | -                                                |
| 2004-05  | Pontevecchio            | Meletolese 1-1 e 0-1                             | -                                                | -                                                |
| 2005-06  | Deruta                  | Castelnuovese 0-1 e 0-0                          | -                                                | -                                                |
| 2006-07  | Torgiano                | Forsempronese 0-0 e 1-0                          | Budoni 1-0 e 1-1                                 | Promosso                                         |
| 2007-08  | Group Città di Castello | Boville Ernica 0-0 e 1-1 (dts)                   | -                                                | -                                                |
| 2008-09  | Bastia                  | Fondi 2-3 e 0-1                                  | -                                                | -                                                |
| 2009-10  | Voluntas Spoleto        | Jesina 0-3 e 1-1                                 | -                                                | Ripescata                                        |
| 2010-11  | Trestina                | Torres 1-1 e 3-1 (dts)                           | Lascaris 2-1 e 3-2                               | Promosso                                         |
| 2011-12  | Casacastalda            | Tolentino 2-0 e 1-3                              | Sulmona 1-0 e 1-1                                | Promosso                                         |
| 2012-13  | Subasio                 | Correggese 1-1 e 0-0                             | -                                                | -                                                |
| 2013-14  | Vis Torgiano            | Fertilia 1-2 e 1-1                               | -                                                | -                                                |
| 2014-15  | Todi                    | Monticelli 1-0 e 0-2                             | -                                                | -                                                |
| 2015-16  | Subasio                 | Rolo 1-1 e 0-0                                   | Pineto 0-1 e 1-2                                 | -                                                |
| 2016-17  | Angelana                | Francavilla 0-2 e 2-1                            | -                                                | -                                                |
| 2017-18  | Cannara                 | Rosselli Mutina 1-0 e 2-0                        | Torres 0-1 e 4-4                                 | Ripescato                                        |
| 2018-19  | Lama                    | Progresso 0-0 e 1-2                              | -                                                | -                                                |
| 2019-20  | Spoleto                 | Non disputati a causa della pandemia di COVID-19 | Non disputati a causa della pandemia di COVID-19 | Non disputati a causa della pandemia di COVID-19 |
| 2021-22  | Ellera                  | Colorno 1-1 e 1-3                                | -                                                | -                                                |
| 2022-23  | Ellera                  | Zenith Prato 1-0 e 1-1 (dts)                     | Budoni 0-2 e 1-1                                 | -                                                |
| 2023-24  | Terni Football Club     | Ossese 0-0 e 1-1                                 | Cairese 2-4 e 0-2                                | -                                                |
| 2024-25  | Cannara                 | Sestese 1-0 e 0-1 (3-1 dtr)                      | Pinerolo 0-0 e 2-1                               | Promosso                                         |

### Bilancio contro le altre regioni
Nella tabella sottostante è indicato il bilancio complessivo delle squadre umbre con i club delle altre regioni d'Italia nel corso dei play-off nazionali.
Saldo: : positivo; : neutro; : negativo.
| Squadra        | GC | VC | PC | SC | GF | VF | PF | SF | GT | VT | PT | ST | Q. | E. | Saldo |
| -------------- | -- | -- | -- | -- | -- | -- | -- | -- | -- | -- | -- | -- | -- | -- | ----- |
| Abruzzo        | 8  | 4  | 3  | 1  | 8  | 2  | 1  | 5  | 16 | 6  | 4  | 6  | 4  | 4  |       |
| Emilia-Romagna | 6  | 1  | 4  | 1  | 6  | 1  | 3  | 2  | 12 | 2  | 7  | 3  | 2  | 4  |       |
| Lazio          | 5  | 2  | 1  | 2  | 5  | 0  | 1  | 4  | 10 | 2  | 2  | 6  | 1  | 4  |       |
| Liguria        | 1  | 0  | 0  | 1  | 1  | 0  | 0  | 1  | 2  | 0  | 0  | 2  | 0  | 1  |       |
| Marche         | 7  | 2  | 4  | 1  | 7  | 1  | 1  | 5  | 14 | 3  | 5  | 6  | 2  | 5  |       |
| Piemonte       | 2  | 1  | 1  | 0  | 2  | 2  | 0  | 0  | 4  | 3  | 1  | 0  | 2  | 0  |       |
| Sardegna       | 9  | 4  | 3  | 2  | 9  | 1  | 4  | 4  | 18 | 5  | 7  | 6  | 5  | 4  |       |
| Toscana        | 5  | 1  | 3  | 1  | 5  | 2  | 1  | 2  | 10 | 3  | 4  | 3  | 2  | 3  |       |
| Totale         | 43 | 15 | 19 | 9  | 43 | 9  | 11 | 23 | 86 | 24 | 30 | 32 | 18 | 25 |       |

## Coppa Italia Dilettanti (Fase Regionale)
La fase regionale umbra della Coppa Italia Dilettanti è un torneo riservato alle società di Eccellenza Umbria, che permette alla squadra vincitrice di partecipare alla fase nazionale della competizione. In due occasioni, con la Pontevecchio nel 2006-07 e con il Villabiagio nel 2016-17, le rappresentanti dell'Umbria sono riuscite a vincere il trofeo. In altre due, ancora con la Pontevecchio, nella fase Promozione 1985-86 (quando la formula della competizione prevedeva prima dell'atto conclusivo, due tornei distinti, uno riservato alle società del Campionato Interregionale e l'altro a quelle di Promozione) e con il Castel Rigone nel 2008-09, sono state invece sconfitte in finale. La Tiberis ed il Torgiano con tre successi ciascuno, sono i club che vantano il maggior numero di titoli.

## Trofeo Umbria di Eccellenza
A partire dalla stagione 2023-2024, le vincitrici del campionato di Eccellenza Umbria e della Coppa Italia Dilettanti Umbria si sfidano in una gara secca (seguita dai tiri di rigore in caso di parità), che mette in palio il Trofeo Umbria di Eccellenza.

### Albo d'oro
| Edizione | Vincitore (volta)   | Data          | Vincitore Eccellenza | Vincitore o finalista Coppa | Risultato | Sede    |
| -------- | ------------------- | ------------- | -------------------- | --------------------------- | --------- | ------- |
| 2024     | Fulgens Foligno (1) | 4 maggio 2024 | Fulgens Foligno      | Atletico BMG                | 3-0       | Cannara |

### Titoli per squadra
| Squadra         | Vittorie | Sconfitte | Stagioni vittorie | Stagioni sconfitte |
| --------------- | -------- | --------- | ----------------- | ------------------ |
| Fulgens Foligno | 1        | 0         | 2024              | -                  |
| Atletico B.M.G. | 0        | 1         | -                 | 2024               |